# Campeonato Paraense de Futebol de 2019 - Segunda Divisão
A Divisão de Acesso do Campeonato Paraense de Futebol de 2019 foi a 34ª edição da Segunda Divisão no estado do Pará. A competição concedeu duas vagas a primeira divisão do Campeonato Paraense de Futebol de 2020.
Nesta Edição, o destaque foi do retorno do Carajás após 6 anos fora da elite do futebol paraense e a surpreendente estréia do Itupiranga que pela primeira vez colocou o nome da cidade na competição e logo faturou o título da 'segundinha' de maneira invicta , assim levou o troféu 'Álvaro Rodrigues', nome dado em homenagem ao antigo presidente da Tuna Luso que faleceu em 2 de Setembro de 2019.
Mesmo com a desistência da Desportiva Paraense, o campeonato foi disputado por um número recorde de equipes nesta edição, ao todo foram 17 , consequentemente, tornou-se necessária a criação da 3º divisão do Campeonato Paraense de Futebol, assim a FPF cria a Copa Pará de Futebol porém por razões pouco esclarecidas, o projeto foi adiado.

## Regras da competição[9]
- Na chave A2, em decorrência do número impar de equipes, em cada rodada uma equipe ficará sem jogar.
- Em todos os grupos serão classificados os dois melhores colocados para a sequência.

§ 1º - Na fase classificatória, o desempate será efetuado observando-se os critérios abaixo, em cada chave:
1º) maior número de vitórias;
2º) maior saldo de gols;
3º) maior número de gols pró;
4º) confronto direto;
5º) sorteio a critério da DCO.
- Cada time poderá no máximo, relacionar cinco jogadores com idade acima dos 23 anos por partida (Com exceção para goleiros).

## Primeira Fase

### Grupo A1
| 20 de Outubro     |       |                   |                                 |
| Itupiranga        | 4 – 2 | Atlético Paraense | Itupiranga, Jaime Sena Pimentel |
| Parauapebas       | 2 – 0 | Gavião Kyikatejê  | Parauapebas, Rosenão            |
| 26 de Outubro     |       |                   |                                 |
| Atlético Paraense | 1 – 1 | Parauapebas       | Parauapebas, Rosenão            |
| 27 de Outubro     |       |                   |                                 |
| Gavião Kyikatejê  | 1 – 1 | Itupiranga        | Marabá, Zinho de Oliveira       |
| 3 de Novembro     |       |                   |                                 |
| Itupiranga        | 1 – 1 | Parauapebas       | Itupiranga, Jaime Sena Pimentel |
| Gavião Kyikatejê  | 1 – 3 | Atlético Paraense | Marabá, Zinho de Oliveira       |

### Grupo A2
| 20 de Outubro |       |           |                           |
| Cametá        | 2 – 0 | Carajás   | Cametá, Parque do Bacurau |
| Tuna Luso     | 2 – 2 | Vênus     | Belém, Baenão             |
| 23 de Outubro |       |           |                           |
| Pedreira      | 0 – 0 | Cametá    | Castanhal, Modelão        |
| 24 de Outubro |       |           |                           |
| Carajás       | 1 – 1 | Tuna Luso | Outeiro, Mamazão          |
| 27 de Outubro |       |           |                           |
| Tuna Luso     | 1 – 1 | Pedreira  | Belém, Souza              |
| Vênus         | 1 – 2 | Carajás   | Outeiro, Mamazão          |
| 30 de Outubro |       |           |                           |
| Pedreira      | 3 – 0 | Vênus     | Castanhal, Modelão        |
| Cametá        | 2 – 2 | Tuna Luso | Cametá, Parque do Bacurau |
| 3 de Novembro |       |           |                           |
| Carajás       | 3 – 1 | Pedreira  | Outeiro, Mamazão          |
| Vênus         | 1 – 7 | Cametá    | Cametá, Parque do Bacurau |

### Grupo A3
| 20 de Outubro |       |             |                                |
| Pinheirense   | 2 – 4 | Izabelense  | Outeiro, Mamazão               |
| Vila Rica     | 3 – 0 | Santa Rosa  | Outeiro, Mamazão               |
| 26 de Outubro |       |             |                                |
| Santa Rosa    | 1 – 2 | Pinheirense | Outeiro, Mamazão               |
| 27 de Outubro |       |             |                                |
| Izabelense    | 1 – 1 | Vila Rica   | Santa Izabel do Pará, Abreuzão |
| 3 de Novembro |       |             |                                |
| Pinheirense   | 4 – 2 | Vila Rica   | Icoaraci, Abelardo Conduru     |
| Santa Rosa    | 0 – 5 | Izabelense  | Santa Izabel do Pará, Abreuzão |

### Grupo A4
| 20 de Outubro  |       |                |                                |
| Paraense       | 3 – 2 | Sport Belém    | Belém, Souza                   |
| Tiradentes     | 0 – 3 | União Paraense | Belém, Souza                   |
| 26 de Outubro  |       |                |                                |
| União Paraense | 1 – 1 | Paraense       | Santa Izabel do Pará, Abreuzão |
| 27 de Outubro  |       |                |                                |
| Sport Belém    | 0 – 0 | Tiradentes     | Belém, Souza                   |
| 3 de Novembro  |       |                |                                |
| Paraense       | 1 – 0 | Tiradentes     | Belém, Baenão                  |
| União Paraense | 1 – 3 | Sport Belém    | Belém, Souza                   |

## 2º Fase
A 2º fase (Quartas-de-finais) será organizada mediante sorteio público feito pela DCO/FPF disputada por 8 equipes vencedoras da fase anterior, em partidas eliminatórias de ida e volta. Em caso de empate no placar agregado, a vaga será definida na disputa por pênaltis.
Em itálico, os times que possuem o mando de campo no primeiro jogo do confronto e em negrito os times classificados.
| Equipe 1    | Total | Equipe 2   | 1.º jogo | 2.º jogo |
| ----------- | ----- | ---------- | -------- | -------- |
| Pinheirense | 1–2   | Itupiranga | 0–0      | 1–2      |
| Carajás     | 5–2   | Paraense   | 3–0      | 2–2      |
| Parauapebas | 4–2   | Izabelense | 3–0      | 1–2      |
| Sport Belém | 4–5   | Cametá     | 2–2      | 2–3      |

## Fase Final
- os clubes remanescentes são divididos em duas chaves C1 e C2 novamentes compostas de sorteio público feito pela DCO/FPF e jogarão duas partidas dentro da chave, em ida e volta, jogo de 180 (cento e oitenta) minutos, e o clube que conquistar o maior número de pontos ganhos ao final da segunda partida estará classificado para a final e para a 1º divisão do Campeonato Paraense de Futebol de 2020.

Em itálico, os times que possuem o mando de campo no primeiro jogo do confronto e em negrito os times classificados.
|  | Semifinais  | Semifinais | Semifinais | Semifinais |       |            | Final (Partida única) | Final (Partida única) | Final (Partida única) | Final (Partida única) |
|  |             |            |            |            |       |            |                       |                       |                       |                       |
|  | Itupiranga  | 2          | 3          | 5          |       |            |                       |                       |                       |                       |
|  | Cametá      | 0          | 2          | 2          |       |            |                       |                       |                       |                       |
|  | Cametá      | 0          | 2          | 2          |       | Itupiranga | -                     | -                     | 2 (5)                 |                       |
|  |             |            |            |            |       | Itupiranga | -                     | -                     | 2 (5)                 |                       |
|  |             | Carajás    | -          | -          | 2 (3) |            |                       |                       |                       |                       |
|  | Parauapebas | Carajás    | -          | -          | 2 (3) | 2          | 2                     | 4                     |                       |                       |
|  | Parauapebas |            |            |            |       | 2          | 2                     | 4                     |                       |                       |
|  | Carajás     | 0          | 5          | 5          |       |            |                       |                       |                       |                       |

## Premiação
| Campeonato Paraense de 2019 - Segunda Divisão |
| Itupiranga                                    |
| --------------------------------------------- |
| Itupiranga Campeão (1º título)                |

## Artilharia
- Atualizado em 24 de Novembro

| Gols | Jogador          | Time        |
| ---- | ---------------- | ----------- |
| 7    | Leandro Cearense | Cametá      |
| 5    | Felipe           | Izabelense  |
| 4    | Kaíque           | Itupiranga  |
| 4    | Pecel            | Sport Belém |
| 4    | Neto             | Carajás     |